# Lerista cinerea
Espèce
Lerista cinerea est une espèce de sauriens de la famille des Scincidae.

## Répartition
Cette espèce est endémique du Queensland en Australie.

## Étymologie
Le nom spécifique cinerea vient du latin cinereus, cendré, en référence à l'aspect de ce saurien.

## Publication originale
- Greer, McDonald & Lawrie, 1983 : Three new species of Lerista (Scincidae) from northern Queensland with a diagnosis of the wilkinsi species group. Journal of Herpetology, vol. 17, no 2, p. 247-255 (texte intégral).